# گلن راپ
گلن راپ (انگلیسی: Galen Rupp؛ زادهٔ ۸ مهٔ ۱۹۸۶) یک دونده دو استقامت اهل ایالات متحده آمریکا است. 
از افتخارات وی میتوان به کسب مدال نقره دو ۱۰٬۰۰۰ متر در بازی‌های المپیک تابستانی ۲۰۱۲ و مدال برنز دو ماراتن المپیک ۲۰۱۶ ریو دو ژانیرو اشاره کرد.
روپ متولد شهر پورتلند در ایالت اورگن است. او برای تیم دانشگاه اورگون مسابقه می‌داده و اکنون تحت هدایت آلبرتو سالازار عضو تیم نایک اورگن است. وی در دو دوره المپیک برای ایالات متحده مسابقه داده‌است. در المپیک ۲۰۰۸ پکن در دو ۱۰۰۰۰ متر به مقام سیزدهم و در المپیک ۲۰۱۲ لندن در ۱۰۰۰۰ متر به مقام دوم و در ۵۰۰۰ متر به مقام هفتم رسید. 
روپ نخستین شخصی است که در یک سال ۶ قهرمانی در مسافت‌های مختلف قهرمانی دانشجویان آمریکا را به دست آورده‌است. وی در سال ۲۰۰۹ قهرمان دوی صحرانوردی، دوهای ۳۰۰۰ متر، ۵۰۰۰ متر و امدادی دیستنس داخل سالن و ۵۰۰۰۰ متر و ۱۰۰۰۰ متر فضای باز دانشجویان آمریکا شد.
مقام سوم دوی ماراتون ۴۲ کیلومتر مسابقات سال ۲۰۱۶ ریو دو ژانیرو. 

## رکوردهای شخصی
| نوع       | مسافت       | رکورد                 | تاریخ | مکان        |
| --------- | ----------- | --------------------- | ----- | ----------- |
| پیست      | ۸۰۰ متر     | ۱:۵۰٫۰۰               | ۲۰۰۹  |             |
| پیست      | ۱۵۰۰ متر    | ۳:۳۴٫۷۵               | ۲۰۱۲  |             |
| پیست      | یک مایل     | ۳:۵۲٫۱۱               | ۲۰۰۱۳ | لندن        |
| پیست      | ۳۰۰۰ متر    | ۷:۴۳٫۲۴               | ۲۰۱۰  | لندن        |
| پیست      | ۵۰۰۰ متر    | ۱۲:۵۸٫۹۰              | ۲۰۱۲  | اورگن       |
| پیست      | ۱۰۰۰۰ متر   | ۲۶:۴۶٫۳۶ رکورد آمریکا | ۲۰۱۴  | اورگن       |
| داخل سالن | ۱۵۰۰ متر    | ۳:۳۴٫۷۸               | ۲۰۱۳  | بوستون      |
| داخل سالن | یک مایل     | ۳:۵۰٫۹۲               | ۲۰۱۳  | بوستون      |
| داخل سالن | ۳۰۰۰ متر    | ۷:۳۰٫۱۶ رکورد آمریکا  | ۲۰۱۳  | استکهلم     |
| داخل سالن | دو مایل     | ۸:۰۷٫۴۱ رکورد آمریکا  | ۲۰۱۴  |             |
| داخل سالن | ۵۰۰۰ متر    | ۱۳:۰۱٫۲۶ رکورد آمریکا | ۲۰۱۴  | بوستون      |
| جاده      | ۵ کیلومتر   | ۱۳:۳۹                 | ۲۰۱۰  | سیلیکون ولی |
| جاده      | نیمه ماراتن | ۱:۰۰:۳۰               | ۲۰۱۱  | نیویورک     |